# Manus Boonjumnong
Manus Boonjumnong, taj. มนัส บุญจำนงค์ (ur. 23 czerwca 1980 w Ratchaburi) – tajski bokser, mistrz i wicemistrz olimpijski, brązowy medalista mistrzostw świata.
Występuje na ringu w wadze lekkopółśredniej. Zdobywca złotego (2004) i srebrnego (2008) medalu w igrzyskach olimpijskich. 
Brązowy medalista mistrzostw świata w 2003 roku z Bangkoku.
Mistrz igrzysk azjatyckich w 2006 roku w kategorii wagowej do 64 kg.

## Kariera zawodowa
27 czerwca 2015 w Bangkoku w debiucie  na zawodowym ringu w czterorundowej walce, pokonał jednogłośnie na punkty  Indonezyjczyka Jameda Jalarante (23-19-1, 11 KO).